# Hranice (České Budějovice-i járás)
Hranice település Csehországban, a České Budějovice-i járásban. Hranice Suchdol nad Lužnicí, Nové Hrady és Dvory nad Lužnicí településekkel határos. Lakosainak száma 212 fő (2024. január 1.).

## Népesség
A település lakosságának változását az alábbi diagram mutatja:
| Lakosok száma | 874  | 791  | 680  | 372  | 275  | 243  | 209  | 204  | 197  | 212  |
|               | 1869 | 1890 | 1921 | 1950 | 1980 | 2001 | 2017 | 2019 | 2022 | 2024 |